# Xứ Phong Phú

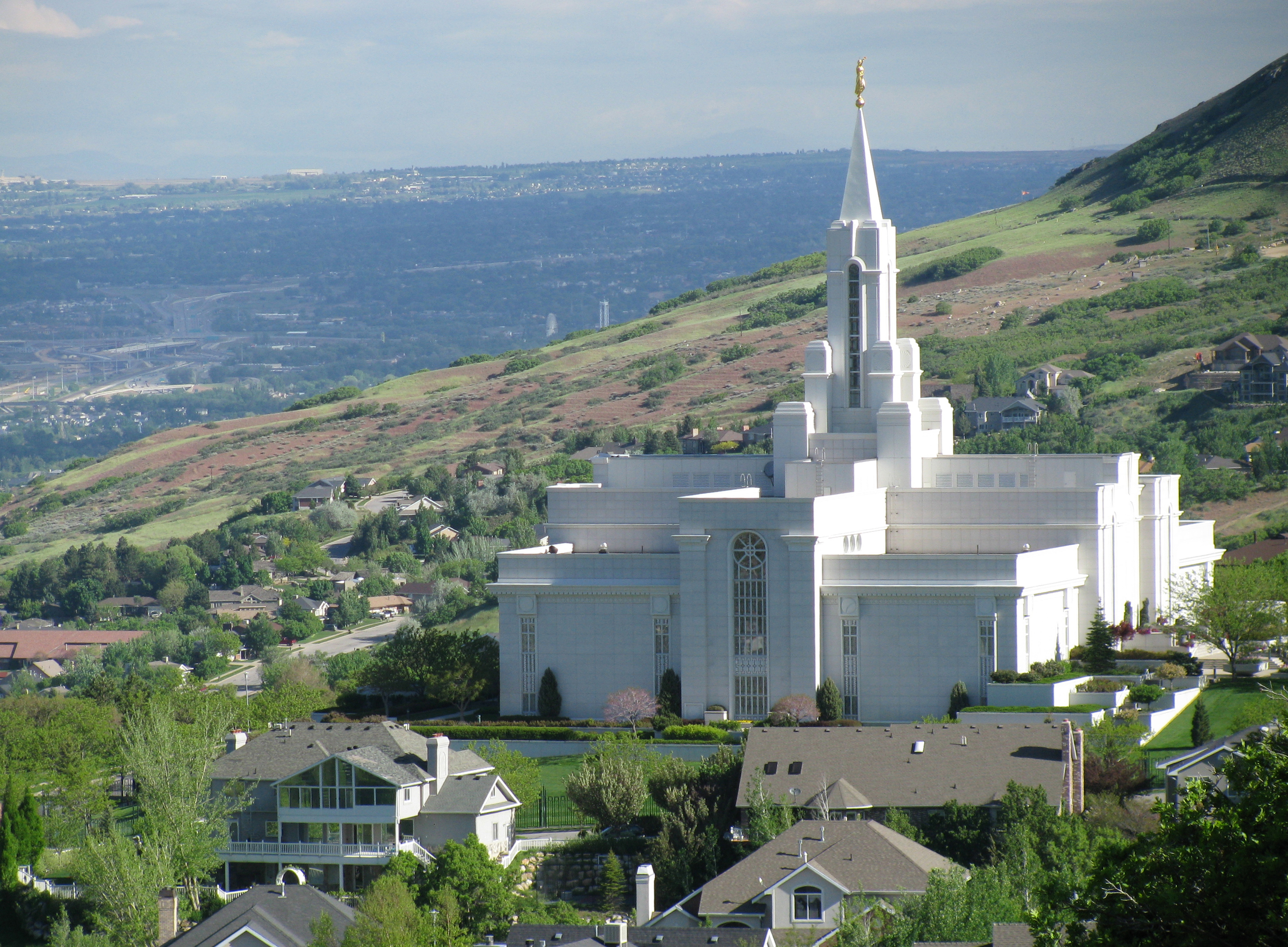
Nhà thờ Mặc Môn ở xứ Phong Phú

Xứ Phong Phú (Bountiful) là tên của hai địa điểm được mô tả trong Sách Mặc Môn vốn là một câu chuyện tôn giáo do Joseph Smith viết vào năm 1829. Vị trí đầu tiên tọa lạc tại Cựu Thế giới, gần Jerusalem và vị trí thứ hai được nằm ở đâu đó tại Châu Mỹ. Trong khi các học giả thế tục và không thuộc LDS coi Sách Mặc Môn là một tác phẩm hư cấu, thì Các Thánh Hữu Ngày Sau xem cuốn sách này như một biên niên sử về người Mỹ bản địa. Theo đó, một số học giả trong Giáo hội Các Thánh hữu Ngày sau của Chúa Giê Su Ky Tô đã cố gắng tích hợp các đoạn văn trong thánh thư sách Mặc Môn liên quan đến xứ Phong Phú với các địa điểm thực tế ở Cựu Thế giới và Tân Thế giới. Các tài liệu tham khảo Sách Mặc Môn đã truyền cảm hứng cho những người định cư Mormon đặt tên Bountiful (xứ Phong Phú) cho hai thị trấn là Bountiful, Utah và Bountiful, British Columbia.

## Địa điểm
Trong Sách Nê Phi thứ nhất (Nephi.1) của Sách Mặc Môn, thì Xứ Phong Phú được mô tả là một vùng đất tươi tốt trên bờ biển chứa "nhiều trái cây và cả mật ong rừng" nơi mà ông Lê Hi và nhóm của ông ta tạm ổn định cuộc sống trước khi đóng tàu vượt biển. Sau khi đóng xong con tàu thì nhóm của Lê Hi khởi hành từ xứ Phong Phú và đi đến Châu Mỹ (cũng là một xứ Phong Phú khác). Sách Nê Phi thứ nhất kể rằng: "Và rồi chúng tôi đến được một vùng đất mà chúng tôi gọi là Phong Phú, vì chỗ ấy có nhiều trái cây và nhiều mật; và tất cả những vật này đã được Chúa chuẩn bị sẵn để chúng tôi khỏi chết. Và chúng tôi trông thấy biển, và chúng tôi gọi biển ấy là Y Rê An Tum (Irreantum), có nghĩa là nhiều mặt nước. Chúng tôi dựng lều cạnh bờ biển; và mặc dầu đã trải qua nhiều khổ cực và gian truân, chúng tôi rất vui sướng khi được đến bên bờ biển; và chúng tôi gọi chỗ ấy là Phong Phú, vì có nhiều trái cây. Sau khi Nê Phi, ở tại đất Phong Phú được nhiều ngày, thì tiếng nói của Chúa lại đến".  Thời xa xưa, biển Ả Rập được gọi bằng tên Latin là Mare Erythraeum. Nhà nghiên cứu LDS là Lynn M. Hilton chỉ ra điểm giống nhau giữa từ Irreantum và Erythraeum (Hilton & Hilton 1996, tr. 21)..
Nhiều học giả và nhà nghiên cứu LDS tin rằng vị trí của xứ Phong Phú có thể tương quan với bất kỳ địa điểm nào trên Oman tại bờ biển phía nam Dhofar trên bán đảo Ả Rập. Những địa điểm đã được rà soát, so sánh, đối chiếu, đánh giá là Wadi Hajr (Yemen), Wadi Masilah (Yemen), Dhalqut (Oman), Rakhyut (Oman), Salalah (Oman), Khor Rori/Wadi Darbat (Oman) và Wadi Sayq/Kohr Kharfot (Oman)(Aston & Aston 1994, tr. 37–43). Để phù hợp với những đặc điểm được kể ra trong Sách Mặc Môn, Aston gợi ý rằng có 12 yêu cầu khác nhau mà một ứng cử viên khả thi cho việc chỉ định vị trí xứ Phong Phú phải đáp ứng gồm:
- Vị trí của vùng đất này phải nằm gần về phía đông của Nahom
- Bờ biển phải có thể tiếp cận được từ trong sa mạc đi ra
- Cả khu vực chung quanh và vị trí mà người Lê Hi đóng trại đều phải có thổ nhưỡng phì nhiêu màu mỡ và có khả năng trồng trọt
- Đó phải là một vị trí ven biển
- Vùng đất đó phải rất màu mỡ, có "nhiều trái cây và cả mật ong rừng" và ít thú săn.
- Nơi đó có lượng gỗ dồi dào trong vùng đủ để đóng những con tàu vượt đại châu
- Chỗ này phải sẵn có nguồn nước ngọt quanh năm
- Một ngọn núi phải ở gần đó để giải thích cho chi tiết Nê Phi ám chỉ việc lên núi để "thường xuyên cầu nguyện"
- Có những vách đá nhìn ra biển để giải thích cho việc hai ông anh trai của Nê Phi cố gắng ném anh ta "xuống vực sâu"
- Phải có quặng và đá lửa để tạo lửa và chế tạo công cụ đóng tàu
- Không có dân cư sinh sống vào thời điểm nhóm người của Lê Hi đến đó
- Phải có gió mạnh và dòng hải lưu có khả năng đưa tàu ra biển

Sau khi tìm hiểu và đánh giá mọi địa điểm trên bờ biển phía nam Ả Rập có thể đủ tiêu chuẩn gọi là xứ Phong Phú trong truyền thuyết thì Aston kết luận rằng tất cả các địa điểm đều không có khả năng đáp ứng mọi yêu cầu này, ngoại trừ Wadi Sayq/Khor Kharfot(Aston & Aston 1994, tr. 43). Tuy nhiên, các nhà nghiên cứu khác không đồng ý với quan điểm này và ủng hộ vị trí của Khor Rori cách Salalah khoảng 40 km về phía đông những lập luận và minh chứng rằng trong cùng vùng Salalah với một số địa điểm khác, khả năng sử dụng địa điểm này của Nê Phi có trước những phát hiện khảo cổ sớm nhất về địa điểm này, ngược lại, thì với Kohr Kharfot không thể tiếp cận được, nhiều nhà nghiên cứu LDS hiện cho rằng Khor Rori đáp ứng tốt hơn tất cả 12 điểm chính mà Aston và những người khác đã giải quyết cũng như các khía cạnh bổ sung mà họ không giải quyết được yêu cầu.
Sách Mặc Môn đề cập đến một thành phố trên lục địa Châu Mỹ có tên là xứ Phong Phú. Trong cuốn sách này thì nó có ý nghĩa quan trọng vì là nơi Chúa Giêsu được cho là đã đến thăm những người trong nền văn minh theo lời kể trong sách Mặc Môn sau khi ông sống lại. Giống như hầu hết các địa điểm trong Sách Mặc Môn, các học giả thế tục coi xứ Phong Phú Tân Thế giới là hư cấu. Nhà khảo cổ học LDS là John Sorenson tin rằng nó đã tồn tại ở bang Tabasco của Mexico ngày nay. Một quan điểm khác cho rằng xứ Phong Phú ở Bắc Mỹ, trong cái được gọi là lý thuyết vùng đất trung tâm, Nê Phi và hậu thế của ông đã tự lập ở khu vực Iowa, với thành phố chính của họ tên là Zarahemla, được cho là Montrose, Iowa, ngay phía tây qua sông Mississippi từ Nauvoo, Illinois. Những tín nhân mặc môn LDS khác cho rằng vùng đất Tân Thế giới và thành phố Phong Phú không thể ở quá xa vị trí của vùng đất Cumorah được đưa ra trong kinh thánh LDS. Cách giải thích này hiểu rằng Cumorah trong Sách Mặc Môn giống hệt với Cumorah được đề cập trong sách Giáo Lý và Giao Ước.